# Polo (vestuário)
Polo (português europeu) ou camisa polo (português brasileiro) (pré-AO 1990: pólo/ camisa pólo) é um item da indumentária humana, unissexo, usada para cobrir o tronco, e derivada do uso desportivo. Tem formato de T com colarinho, pode ou não ter botões e bolso, e podem ser feitas numa grande variedade de tecidos.

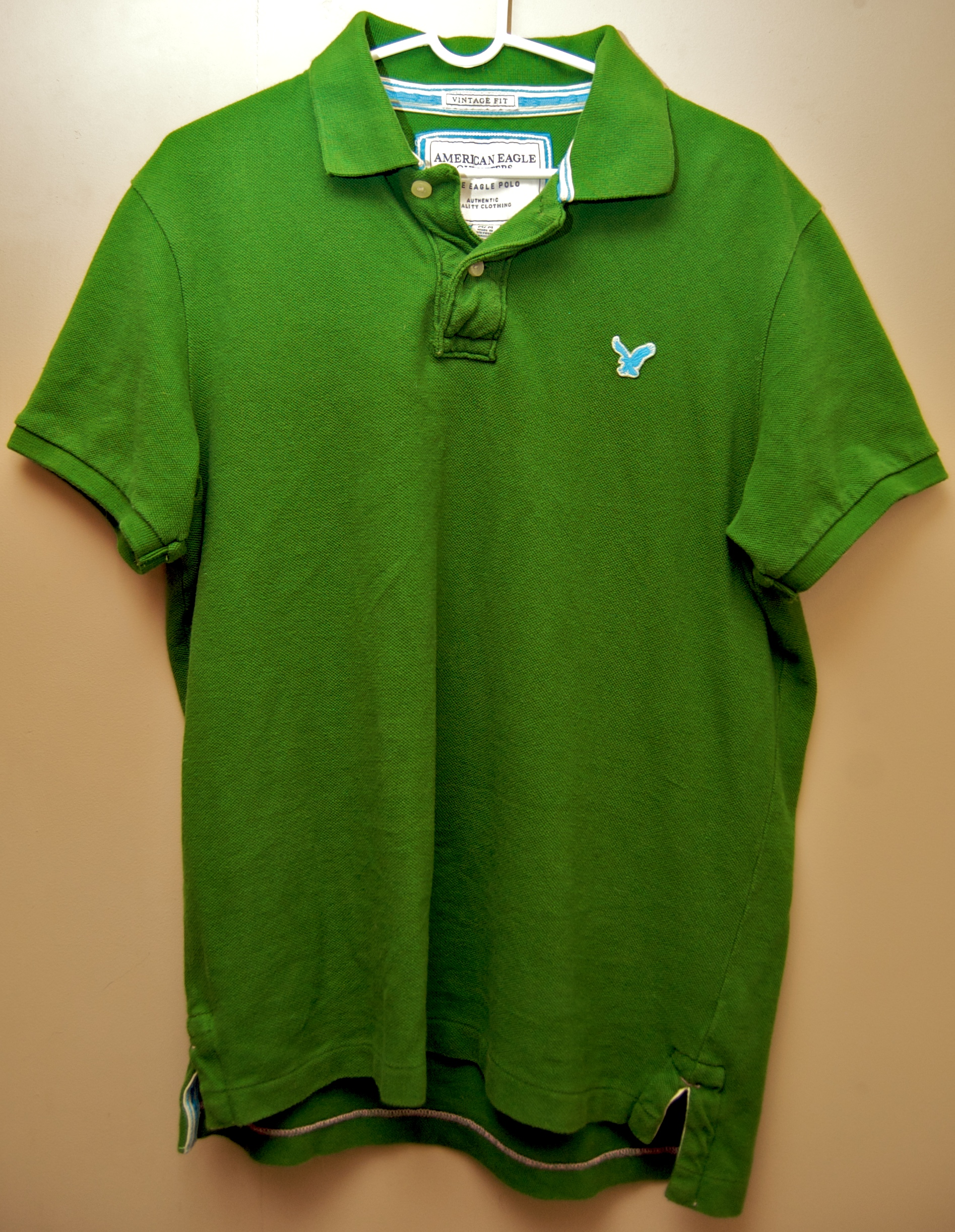
Uma camisa polo comum.

Foram inventadas por René Lacoste, jogador de ténis, por achar a roupa que se usava na altura demasiado pesada para fazer desporto.
Apesar de muito parecidas (e erradamente tidas como idênticas), diferem das camisas de râguebi por estas últimas terem um colarinho muito mais firme, e poderem ter mangas compridas.